# 半夏厚朴湯

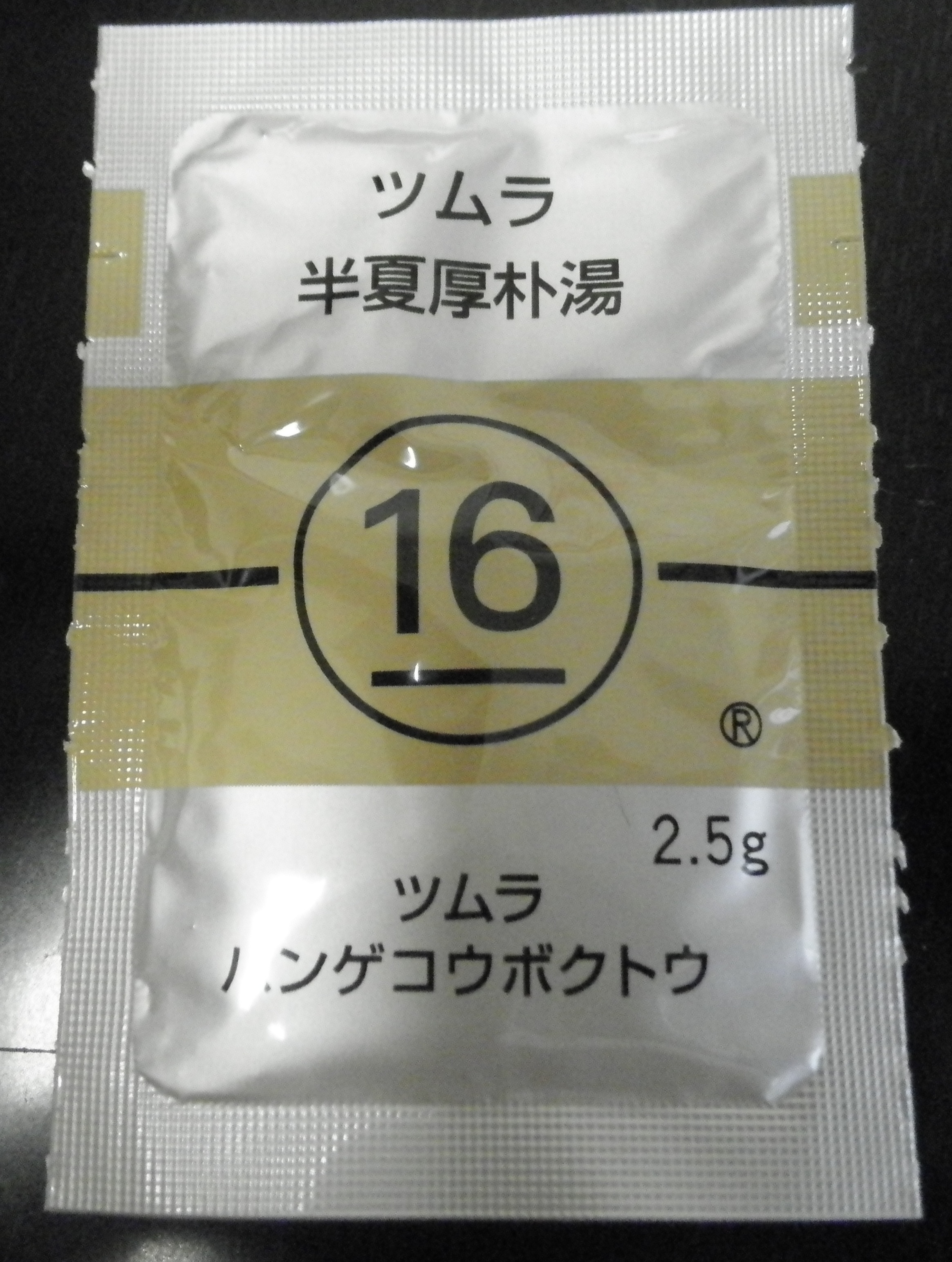
ツムラ半夏厚朴湯エキス顆粒（医療用）

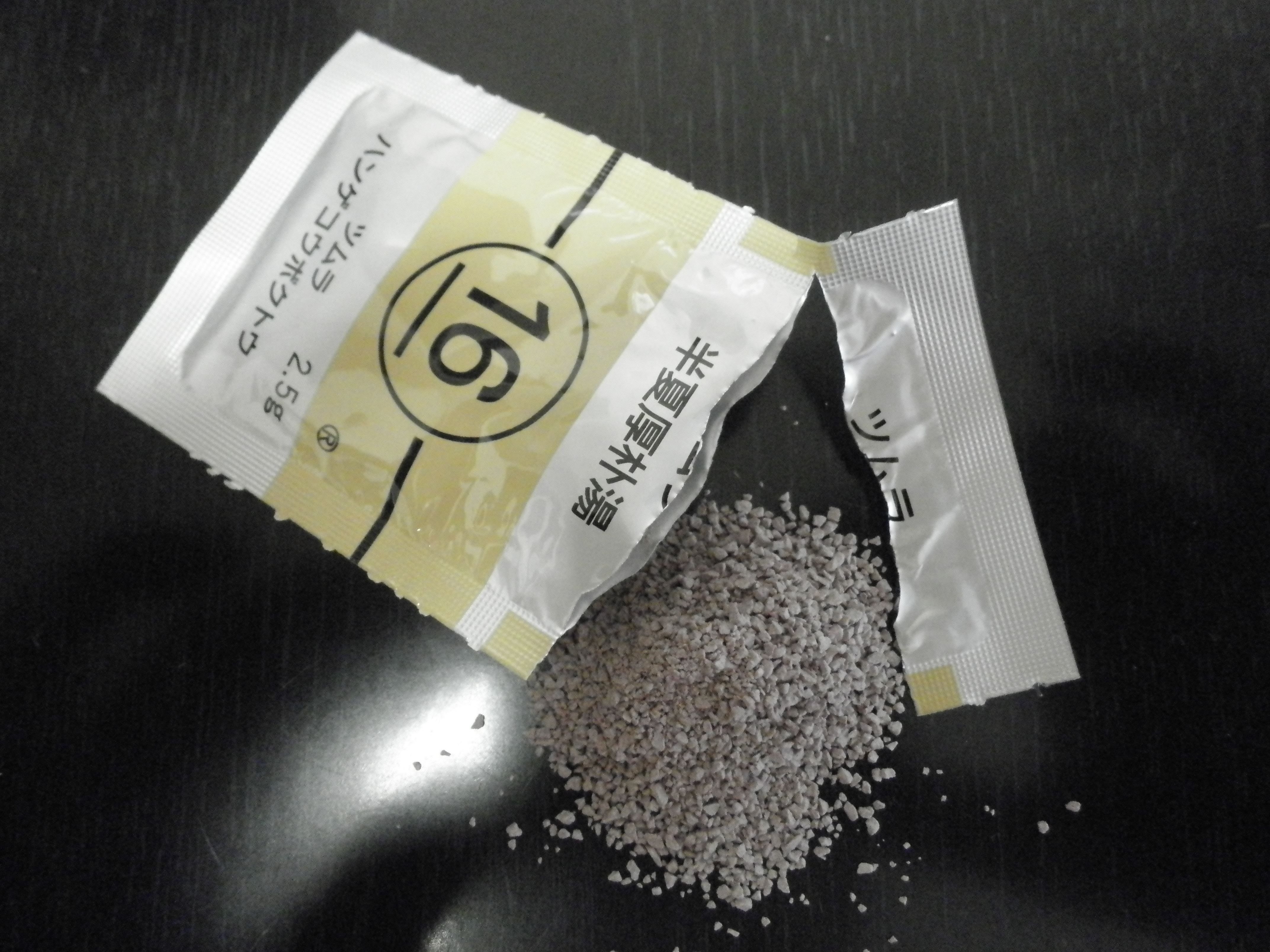
ツムラ半夏厚朴湯エキス顆粒（医療用）

半夏厚朴湯（はんげこうぼくとう）とは、漢方方剤の一種。医療用医薬品と薬局で販売される一般医薬品（市販薬）がある。独特の匂いがあり、味は苦く飲みにくいため錠剤漢方もある。薬出典は「金匱要略」。

## 概要
咽中炙臠（）（のどのつかえ感）の証がある際に用いる気滞を改善させる漢方薬。検査では異常が見つからないのどの異物感の除去や鬱々とした気分の解消にも応用される。

### 保険適用エキス剤の効能・効果
気分がふさいで咽喉、食道部に異物感がある際の不安神経症、神経性胃炎、つわり、せき、しわがれ声、神経性食道狭窄症、不眠症。
周期性嘔吐症に著効することがある
岩﨑鋼らは半夏厚朴湯が脳卒中患者の嚥下反射低下を改善すること、咳反射も改善することなどを示した上で、2007年、半夏厚朴湯が要介護高齢者に於いて誤嚥性肺炎のリスクを低下させ、経口摂取を維持させたと報告した。また岩﨑らは後に半夏厚朴湯を用い嚥下反射を改善させることで長期間経鼻経管栄養を余儀なくされていた高齢者が経口摂取に移行出来たことも報告した。

## 組成
半夏（はんげ）6.0g、茯苓（ぶくりょう）5.0g、厚朴（こうぼく）3.0g、蘇葉（そよう）2.0g、生姜（しょうきょう）1.0g

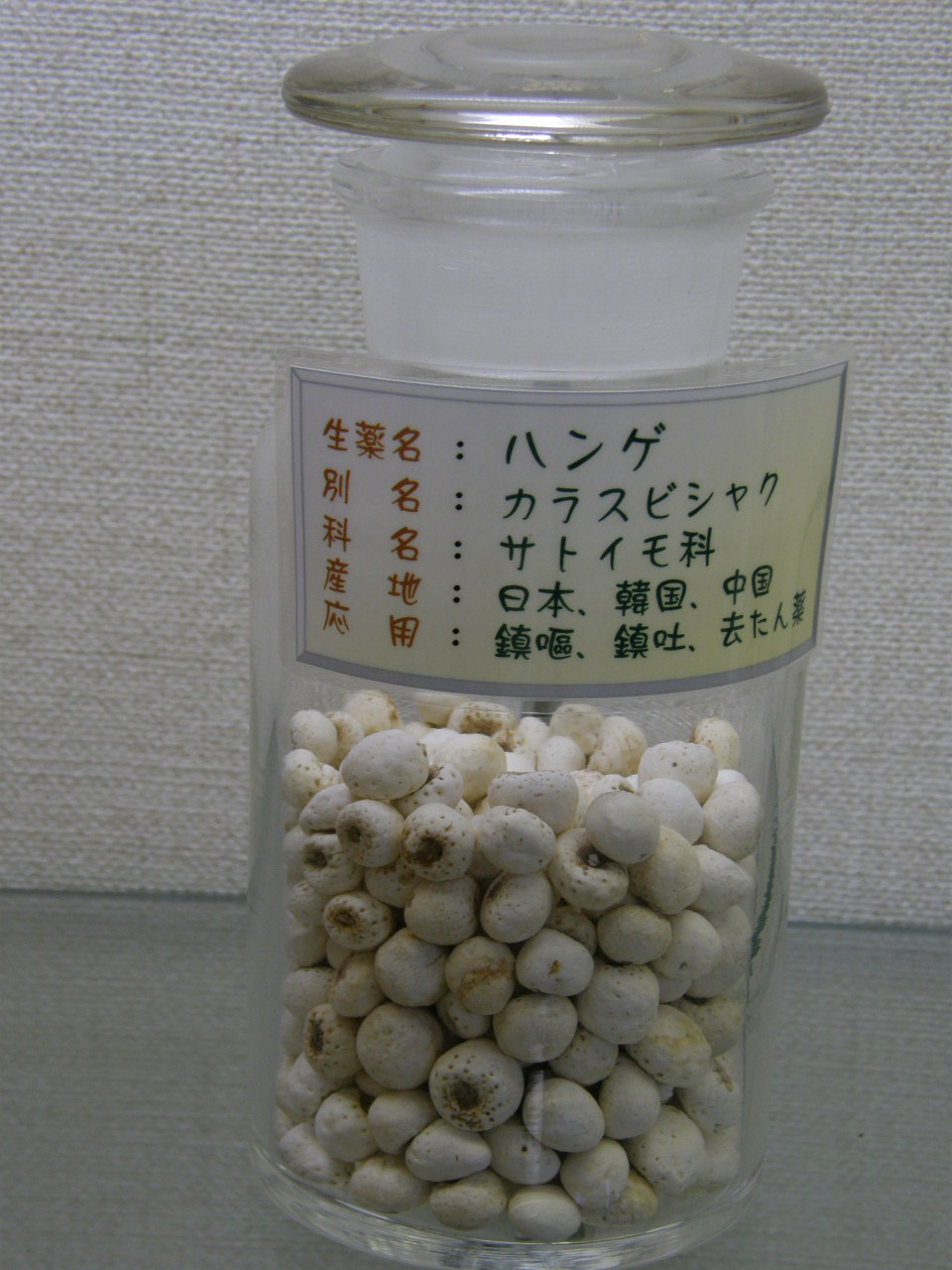
半夏(ハンゲ)
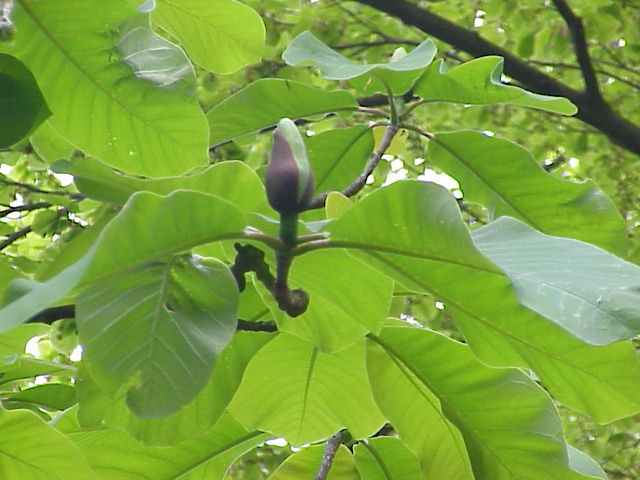
厚朴(コウボク)
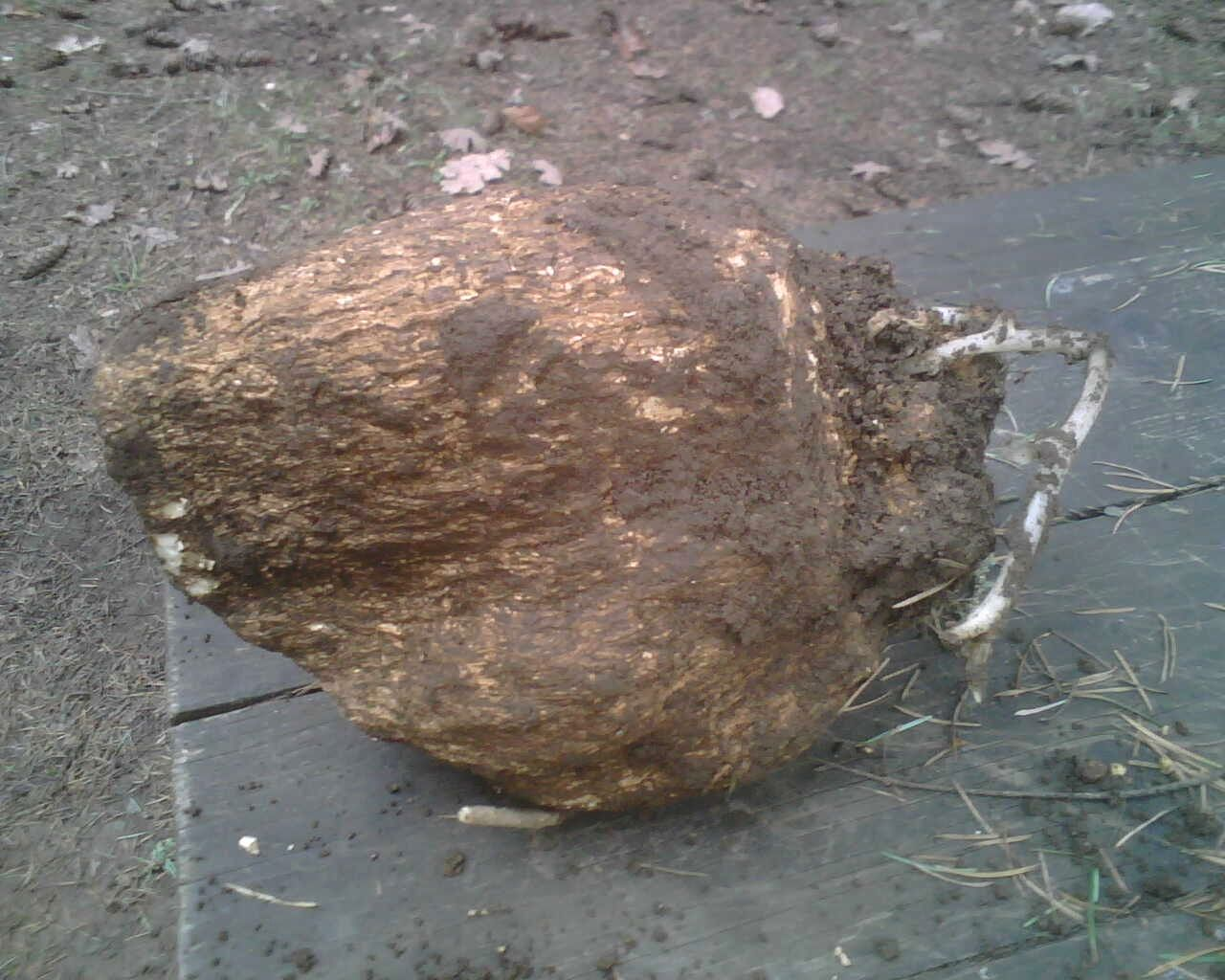
茯苓(ブクリョウ)
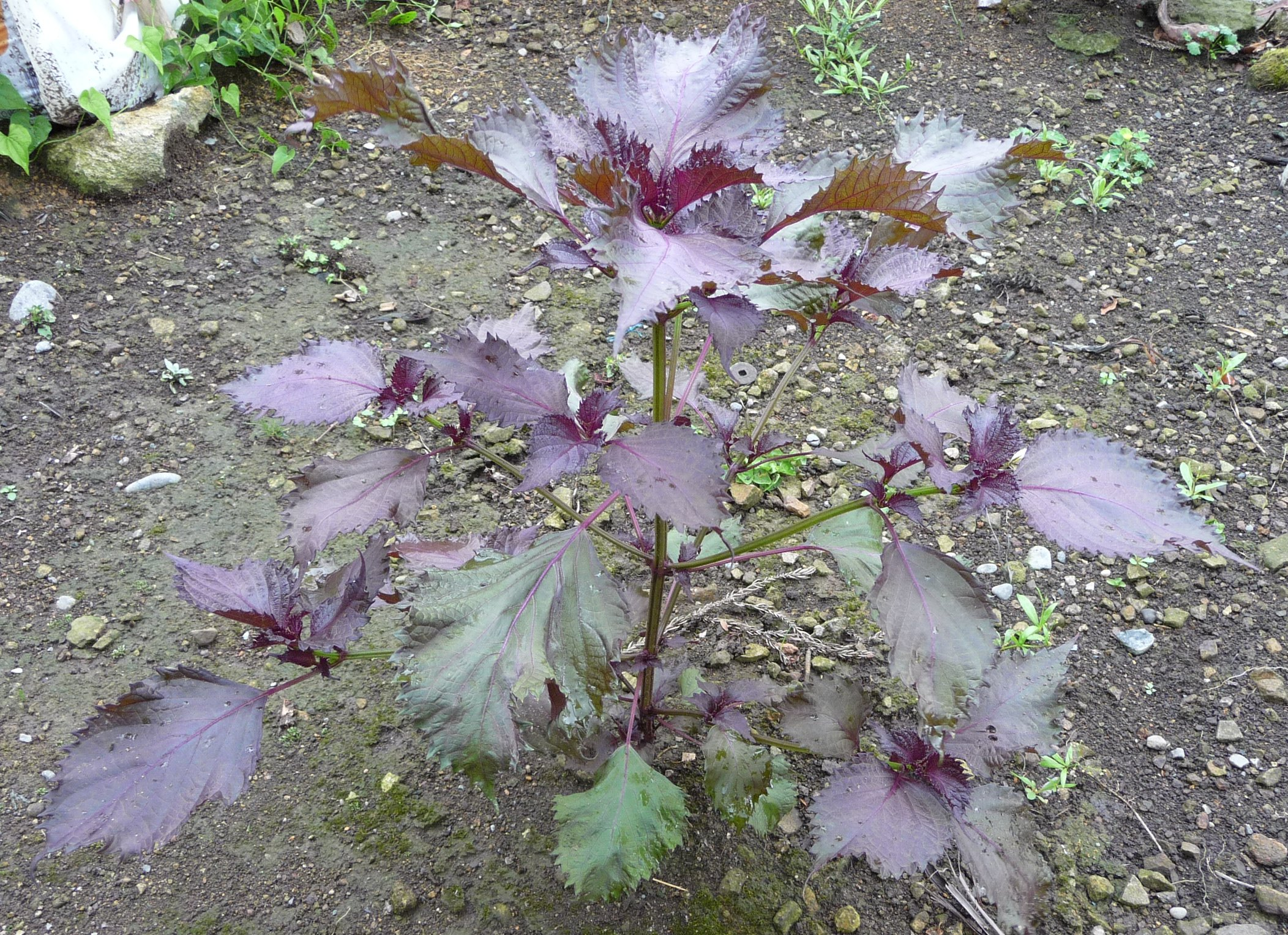
蘇葉（ソヨウ）
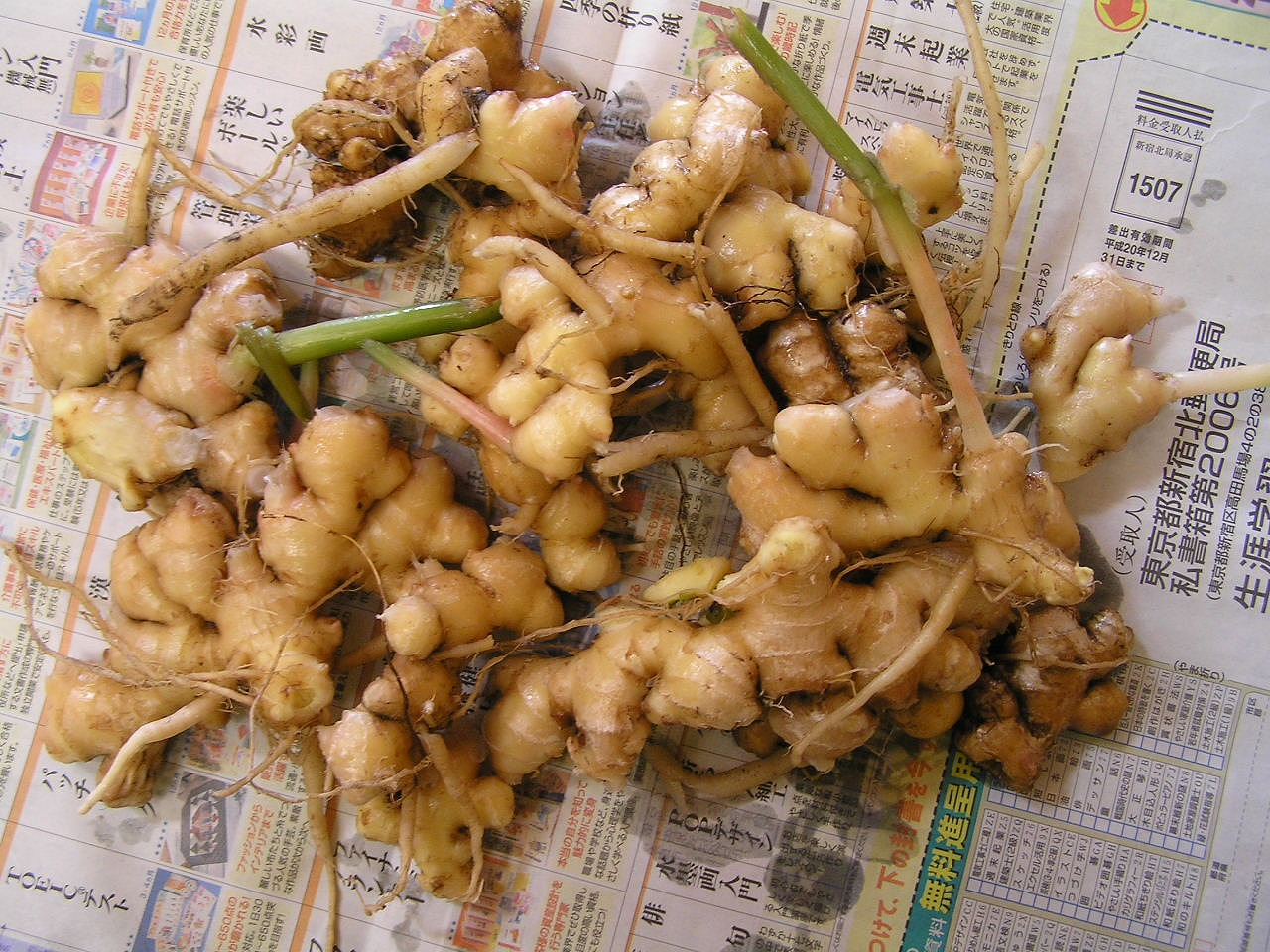
生姜(ショウキョウ)

## 副作用
発疹、発赤、そう痒等。